# Lutte pour le changement
Lucha
La Lutte pour le changement, abrégée en Lucha, est un mouvement citoyen basé en République démocratique du Congo, qui lutte pour la dignité humaine et la justice sociale. Fondé en 2012, ce mouvement citoyen rassemble plusieurs centaines de jeunes à travers le pays. Malgré les arrestations policières et parfois, des meurtres, ses militants ont adopté la non-violence comme fondement de leurs actions.
Le mouvement évite de dépendre des États étrangers, des organisations internationales comme l'Organisation des Nations unies, ou des organisations non gouvernementales. Ses membres sont convaincus que seuls les citoyens peuvent améliorer le sort de la nation en luttant pacifiquement pour la dignité et la justice sociale. D'ailleurs, ils souhaitent une réforme de l'État, dont la mise en place d'une vraie démocratie et la reconnaissance des droits de la personne. Les activistes manifestent leur désir d'un changement positif au sein de la population congolaise et l'espoir d'influencer le reste de l'Afrique.

## Histoire
En 2012, à Goma, une ville de la région du Kivu, dans l'Est de la République démocratique du Congo, onze étudiants de l'université de Goma se réunissent et fondent un mouvement citoyen : Lutte pour le changement, ou, plus succinctement, Lucha, déterminé à militer en faveur de réformes à l'échelle locale comme nationale,,,.
Plusieurs membres ont été emprisonnés selon Amnesty International, certaines incarcérations ayant duré un an et demi. Des représentants du groupe sont reçus par Joseph Kabila en août 2016 pour discuter des problématiques électorales et du sort des militants emprisonnés. Le 27 décembre 2016, 19 membres de Lucha sont libérés par les autorités congolaises, sept militants restant alors en détention. Le 10 juin 2018, Luc Nkulula, l'une des grandes figures de la Lucha, est mort dans l'incendie  suspect de sa maison à Goma. Fin juillet 2018, la justice classe sans suite l'enquête sur l'incendie, et la Lucha conteste les résultats des investigations.

## Structure
Le groupe n'a pas de statut juridique ni de dirigeant et se réunit dans des espaces publics. En effet, ces membres refusent d'être représentés par un seul leader et d'avoir une structure officielle, afin d'éviter que des individus soient persécutés plus que d'autres. Les prises de décisions se font à l'aide d'assemblées où tous les membres peuvent proposer des solutions, des activités, etc. « La Lucha est organisée en cellules autonomes ». Elle fonctionne par cellules locales de 10 à 20 personnes, pour une capacité de mobilisation estimée vers 5 000 personnes en 2016. Ces cellules, dispersées dans la majorité des provinces, permettent de planifier les événements à travers le pays. Les activistes croient qu'il est favorable d'avoir de petites cellules, car ça permet de se dissoudre rapidement « en cas d’infiltration par les services de renseignement ». Ces méthodes sont utiles entre autres pour éviter de se faire prendre par les autorités. De plus, l'organisation se dit indépendante et impartiale. Cela est possible, car aucun financement ne provient de l'extérieur.

## Principes
Cinq principes occupent une place prépondérante au cœur du mouvement et de ses membres. Premièrement, l'importance de la non-violence dans toutes leurs actions. Ils sont convaincus qu'aucune situation ne s'améliore à l'aide de la violence. Ils croient aussi que ceux qui en usent pour revendiquer une démocratie sont en réalité la cause des mauvaises conditions du pays. Un autre principe est la dignité. En effet, ils s'assurent de respecter chaque individu, peu importe la situation. On retrouve aussi la responsabilité. La Lucha a pour but de chercher les meilleures solutions possibles pour leurs revendications. Celles-ci doivent être efficaces, mais doivent toutefois respecter les autres principes du mouvement. Ensuite, tous les membres assument leurs actions commises de manière individuelle et collective, pour faire comprendre qu'ils n'ont aucun leader. Enfin, ils risquent ensemble, c'est-à-dire qu'être activiste pour le mouvement « c’est accepter de prendre le risque d’être protagoniste pour le changement ».

## Vision et objectifs
La Lucha souhaite mettre en place une démocratie. Elle veut un État libre et juste au sein duquel l'égalité de tous est possible. Elle lutte contre tout gouvernement qui ne reconnait pas et ne respecte pas les textes légaux. Ses membres désirent un territoire uni sous l'influence d'un seul et même pouvoir. En effet, loin de la ville et de l'autorité politique, « différents groupes de personnes » comme des prêtres, des rois ou des rebelles « contrôlent de vastes territoires avec leurs lois et leurs pouvoirs ».
Le mouvement défend l'idée que l'État doit défendre et protéger son territoire en entier, ainsi que les citoyens et leurs biens. Le gouvernement doit assurer l'égalité de chacun en commençant par un système de justice légitime. Ses membres dénoncent un système judiciaire politisé qui ne sert que les intérêts des individus ayant trop d'influence envers l'État. Les privilégiés s'en sortent sans conséquence et à leurs profits. De plus, la Lucha défend la redistribution des richesses, pour que tous puissent être égaux. Elle souhaite aussi améliorer les droits individuels. L'accès à l'eau potable, la nourriture et l'électricité ne devrait pas être un problème pour personne. Bref, la qualité de vie et les droits des citoyens devraient être le premier souci de l'État. Elle rejette chaque politicien qui accède au pouvoir par l'intermédiaire de « la violence, la corruption ou [par] des négociations déséquilibrées », car ils n'ont que leurs intérêts à cœur.
Par la suite, elle désire une amélioration de la sécurité, c'est-à-dire de l'armée et de la police. Celles-ci sont largement critiquées par le mouvement. Il est vrai qu'elles sont inefficaces en raison du désordre à l'intérieur de leurs troupes. Elles ont longtemps été utilisées pour assurer les intérêts des politiciens aux régimes à penchant autoritaires, mais elles ont aussi servi aux puissances coloniales européennes. Récemment, elles sont devenues des entreprises aux prises de l'État. On parle entre autres des Forces armées de la République Démocratique du Congo et de la Police nationale congolaise.
Les membres de la Lucha luttent aussi pour la santé et l'éducation. D'abord, pour ce qui est de la scolarité, elle souhaite que tous y aient accès. Les pauvres, c'est-à-dire la majorité de la population, sont analphabètes. De plus, il y a une grande négligence de la part du gouvernement en ce qui concerne le matériel scolaire, dont les manuels. En effet, les manuels mis à jour sont manquants, favorisant ainsi le pouvoir politique. Du côté du système de santé, on souhaite améliorer les conditions des professionnels. Ils sont consacrés à une faible éducation et un faible salaire. Il se peut même parfois qu'ils ne soient pas payés du tout. Les jeunes membres sont favorables aussi à des hôpitaux mieux équipés. Le système de santé doit s'améliorer pour que les patients, surtout les enfants, aient accès à de meilleurs soins.

## Activités et mobilisation
Les militants de Lucha sont présents sur les réseaux sociaux et les outils de messagerie instantanée, dont ils se servent pour communiquer et coordonner leurs actions. Ils organisent des manifestations, dont des sit-ins, pour réclamer une meilleure gestion des services publics, revendiquer les droits de la personne et protester contre le régime politique.
L'association a gagné vite l'attention de l'État. Elle a en effet pris de l'ampleur depuis et s'est même allié à d'autres groupes et organisations pacifiques lors de protestations. Cet effectif a créé une forte répression de la part du gouvernement de Joseph Kabila envers les actions non violentes du mouvement. Plusieurs ont été arrêtés, emprisonnés et abusés physiquement.

### 2013-2014

#### Crise de l'eau
Au mois de février 2013, la Lucha lance sa première campagne. Les jeunes membres de Goma ont amorcé des actions pour que l'eau potable puisse être accessible aux habitants de la ville. Le pays est entouré de rivières et de régions aux saisons de pluie récurrentes . Une source permanente est donc possible. Ils ont commencé par sensibiliser les citoyens sur ce problème critique. Le mouvement croit que c'est le droit de chacun d'avoir accès à l'eau sans avoir autant de difficulté. Un sit-in a été organisé afin d'avoir le support de l'assemblée provinciale. Ainsi, le directeur de la REGIDESO avait promis à la ville l'accès à l'eau d'ici les trois prochains mois. Cependant, les habitants n'ont connu aucun changement à la suite des promesses du directeur.
En 2014, le mouvement reprend en ce qui concerne l'accès à l'eau potable. Avec plus de détermination, des activités plus importantes ont été mises en place, dont une rencontre avec le gouverneur Julien Paluku Kahongya. L'accessibilité à l'eau des habitants de Goma était devenue une priorité pour la Lucha. La manifestation organisée par les membres, en juin, a réussi à rassembler environ 3 000 personnes. D'autres actions ont été prises durant l'été 2014. Plusieurs bannières et affiches étaient accrochées dans les villes, des messages étaient écrits sur les voitures et sur des chandails, etc. Éventuellement, la campagne réussit à provenir des fontaines d'eau à des milliers de citoyens en banlieue de la ville.

### 2015

#### Mobilisation pour la démocratie et la libération d'activistes
Une série de manifestations a été initiée par les membres pour dénoncer le régime de Kabila, c'est-à-dire un régime non démocratique. Il y a eu, entre autres, une durée de 10 jours, soit du 5 au 15 avril où ils ont invité la population à faire du bruit à l'aide de sifflets, de klaxons, de casseroles, etc. durant 5 minutes entre 19h00 et 19h05 (heure de Goma). Les messages exprimés étaient de libérer les activistes emprisonnés illégalement depuis mars, de garantir la liberté des citoyens, comme la liberté d'expression, et le rejet de méthodes dictatoriales et de « pensée unique ». Parmi les activistes arrêtés, il y avait Fred Bauma. Ce dernier est devenu un symbole pour le mouvement et, pour cela, il est resté emprisonné plus d'un an. En effet, les autres détenus avaient été libérés au bout de quelques jours, alors que lui et un membre de l'organisation Filimbi sont restés prisonniers.

#### Voirie urbaine de Goma
Les travaux de voirie ont été interrompus durant plusieurs années à Goma. Laissant des routes non finies et une population dans de mauvaises conditions. La construction, terminée ou non, cause beaucoup de poussière que les habitants ne peuvent s'empêcher d'inhaler. La ville était aux prises de trous, de grosses roches et d'objets de construction qui obstruaient d'autres routes. La raison de cette interruption était que la compagnie de construction se chargeait plutôt de l'avenue près de la résidence de la femme du président Kabila. La Lucha reprochait à la famille présidentielle de passer à côté des intérêts des citoyens et de favoriser son bien-être. En 2015, le mouvement a ainsi exigé des excuses de la part de la femme du président pour avoir fait passer ses intérêts en premier, mais aussi de la part du gouvernement pour avoir fait subir des conditions difficiles à la population de Goma.

### 2016

#### Bye Bye Kabila
La campagne Bye Bye Kabila a été déclenchée en décembre par la Lucha, en collaboration avec d'autres organisations. Cette initiative appelait à mettre fin à la présidence de Joseph Kabila dès que son deuxième mandat se terminait, soit le 19 décembre 2016. Les activistes reprochaient au chef d'État de ne pas respecter les lois et de repousser les élections pour trouver de nouveaux moyens de prolonger son mandat. D'ailleurs, ils ont invité toute la population à se soulever du 1er au 19 décembre  pour s'assurer que ça ne se produise pas.
Plusieurs actions étaient prévues et proposées aux citoyens congolais. Chaque citoyen était encouragé à mobiliser son entourage et à poursuivre « l’identification des avoirs (maisons, commerces, concessions, capitaux…) des « prédateurs de la démocratie » à travers le pays et à l’étranger, en vue de leur confiscation pour dédommager les victimes de la répression politique ou renflouer les caisses de l’État après le départ du président ». La Lucha invite aussi les hommes politiques de démissionner et de se ranger du côté du peuple et non de Kabila. Il est demandé aux forces armées (police, armée, etc.) d'ignorer les ordres qui peuvent porter atteinte aux manifestants, tels que tuer, blesser, enlever, etc. La campagne tente aussi de sensibiliser la communauté internationale. Par exemple en demandant aux alliés du pays à ne plus reconnaitre le gouvernement de Kabila. Pour la journée du 19 décembre, des activités spécifiques étaient prévues. La population était encouragée à descendre dans les rues et occuper les établissements gouvernementaux jusqu'au départ officiel du président, à arrêter toutes leurs occupations, à l'exception des services vitaux, et plusieurs autres actes étaient prévus.

## Prix et distinctions
Le mouvement reçoit le prix Ambassadeur de la conscience 2016, décerné par Amnesty International .
La Lucha est l'un des cinq lauréats du prix Front Line Defenders 2018, ce prix récompense les défenseurs des droits humains en danger.

## Documentaire et bande dessinée
L'année 2018, la journaliste Justine Brabant et la dessinatrice de presse Kam, alias Annick Kamgang, publient une bande dessinée intitulée La lucha, Chronique d'une révolution sans armes au Congo. Édité par les éditions La Boîte à bulles, l'ouvrage retrace le développement du mouvement citoyen Lucha, dans l'Est du Congo,,.
En 2019, la journaliste et documentariste française Marlène Rabaud remporte le prix Albert-Londres, dans la catégorie « Audiovisuel » et les prix du public et spécial du jury lors du festival international du grand reportage d'actualité et du documentaire de société,. Son œuvre documentaire primée s'intitule Congo Lucha. Elle brosse le portrait de plusieurs activistes du mouvement citoyen et non violent Lucha, que la reportrice, qui a couvert la guerre du Kivu pour la chaîne de télévision française France 24, a suivis pendant deux années de mobilisation militante contre le maintien au pouvoir de Joseph Kabila,.

### Médiagraphie

#### Documentaires télévisés
- [vidéo][production de télévision] « Congo Lucha », 2018, Paris, Esprit Libre, Tita Productions et RTBF (consulté le 14 avril 2020)